# Województwo leszczyńskie
Województwo leszczyńskie – województwo istniejące w latach 1975–1998 ze stolicą w Lesznie.

## Podział administracyjny
W latach 1973–1990 na terenie województwa leszczyńskiego występowało w sumie (nie jednocześnie) 37 gmin:
Gminy miejsko-wiejskie:

Bojanowo, Borek Wielkopolski, Gostyń, Góra, Jutrosin, Kobylin, Kościan, Krobia, Krzywiń, Miejska Górka, Osieczna, Pogorzela, Poniec, Rawicz, Rydzyna, Szlichtyngowa, Śmigiel, Wąsosz (do 1984 wiejska), Wschowa.
Gminy wiejskie:

Bucz, Czernina, Jemielno, Krzemieniewo, Lipno, Mochy, Niechlów, Pakosław, Pępowo, Piaski, Przyczyna Dolna, Przemęt, Racot, Sierakowo, Stare Bojanowo, Święciechowa, Wijewo, Włoszakowice

### Utworzenie województwa
Województwo leszczyńskie zostało utworzone 1 czerwca 1975 roku. W momencie utworzenia składało się 19 miast i 34 gmin (53 jednostek administracyjnych), wyłączonych z trzech dawnych województw :
- z poznańskiego:
  - powiat miejski Leszno
  - powiat gostyński – (w całości, 10 z 10 jednostek)
  - powiat rawicki – (w całości, 9 z 9 jednostek)
  - powiat kościański – (9 z 14 jednostek)
  - powiat leszczyński – (w całości, 8 z 8 jednostek)
  - powiat krotoszyński – (4 z 12 jednostek)
  - powiat wolsztyński – (1 z 6 jednostek)
- z wrocławskiego:
  - powiat górowski – (w całości, 6 z 6 jednostek)
- z zielonogórskiego:
  - powiat wschowski – (5 z 8 jednostek)

### Zmiany administracyjne
15 stycznia 1976 roku zlikwidowano gminy: Czernina, Pakosław, Racot, Wijewo i Stare Bojanowo; gminy Bucz i Mochy połączono w gminę Przemęt, a siedzibę gmin Przyczyna Dolna i Sierakowo przeniesiono odpowiednio do Wschowy i Rawicza. Tak więc w dniu 15 stycznia 1976 roku województwo składało się z 47 jednostek – 19 miast i 28 gmin.
1 października 1982 roku reaktywowano gminy Pakosław i Wijewo.
1 stycznia 1984 roku prawa miejskie odzyskał Wąsosz.
W latach 1991–1992 większość jednoimiennych miast i gmin wiejskich połączono we wspólne gminy miejsko-wiejskie. Po tym manewrze województwo leszczyńskie było podzielone na 32 jednostki: 2 gminy miejskie (Leszno i Kościan), 18 gmin miejsko-wiejskich i 12 gmin wiejskich. Stan ten utrzymał się do końca 1998 roku.

## Urzędy Rejonowe
- Urząd Rejonowy w Gostyniu dla gmin: Borek Wielkopolski, Gostyń, Krobia, Pępowo, Piaski, Pogorzela i Poniec
- Urząd Rejonowy w Górze dla gmin: Góra, Jemielno, Niechlów i Wąsosz
- Urząd Rejonowy w Kościanie dla gmin: Kościan, Krzywiń, Przemęt i Śmigiel oraz miasta Kościan
- Urząd Rejonowy w Lesznie dla gmin: Krzemieniewo, Lipno, Osieczna, Rydzyna, Szlichtyngowa, Święciechowa, Wijewo, Włoszakowice i Wschowa oraz miasta Leszno
- Urząd Rejonowy w Rawiczu dla gmin: Bojanowo, Jutrosin, Kobylin, Miejska Górka, Pakosław i Rawicz

### Zniesienie województwa
Z dniem 1 stycznia 1999 roku województwo leszczyńskie zostało zlikwidowane, a jego obszar podzielony pomiędzy województwa wielkopolskie, dolnośląskie i lubuskie.

## Ludność
| Rok                    | Liczba mieszkańców |
| ---------------------- | ------------------ |
| 1975 (31 grudnia)      | 342,8 tys.         |
| 1976 (31 grudnia)      | 344,9 tys.         |
| 1977 (31 grudnia)      | 347,4 tys.         |
| 1978 (spis powszechny) | 351 498            |
| 1978 (31 grudnia)      | 352 tys.           |
| 1979 (31 grudnia)      | 354,8 tys.         |
| 1980 (31 grudnia)      | 357,6 tys.         |
| 1983 (31 grudnia)      | 368,8 tys.         |
| 1985 (31 grudnia)      | 375,6 tys.         |
| 1986                   | 378,2 tys.         |
| 1987                   | 380,4 tys.         |
| 1988                   | 381,2 tys.         |
| 1989 (31 grudnia)      | 384,5 tys.         |
| 1990 (30 czerwca)      | 385,7 tys.         |
| 1990 (31 grudnia)      | 386,8 tys.         |
| 1991 (31 grudnia)      | 389,4 tys.         |
| 1992 (31 grudnia)      | 392,7 tys.         |
| 1993 (30 czerwca)      | 393,4 tys.         |
| 1994 (31 grudnia)      | 395,8 tys.         |
| 1995 (30 czerwca)      | 396,6 tys.         |
| 1995 (31 grudnia)      | 397,2 tys.         |
| 1997 (31 grudnia)      | 398,8 tys.         |

## Największe miasta
Ludność 31.12.1998
- Leszno – 62 274
- Kościan – 24 489
- Rawicz – 21 715
- Gostyń – 20 713
- Wschowa – 14 777
- Góra – 13 008

## Administracja

### Wojewodowie
- 1975–1978 Eugeniusz Pacia (ZSL)
- 1978–1980 Stanisław Radosz (ZSL)
- 1980–1986 Bernard Wawrzyniak (ZSL)
- 1987–1990 Józef Poniecki (ZSL do 1990 r./PSL "Odrodzenie" w 1990 r.)
- 1990–1994 Eugeniusz Matyjas (KO „Solidarność”)
- 1994–1997 Zbigniew Haupt (PSL)
- 1998 Leszek Burzyński (AWS)

### Wojewódzka Rada Narodowa
Przewodniczący Prezydium WRN:
- 1975–1980 Stanisław Kulesza
- 1980–1984 Edmund Skoczylas
- 1984–1990 Stanisław Sroka

### KW PZPR w Lesznie
I Sekretarze KW PZPR:
- 4.06.1975 – 11.06.1980 Stanisław Kulesza
- 11.06.1980 – 13.06.1981 Mieczysław Solecki
- 13.06.1981 – (po 1984) Jan Płóciniczak
- 10.01.1986 – styczeń 1990 Stanisław Sawicki